# Lissonota costulata
Lissonota costulata là một loài tò vò trong họ Ichneumonidae.